# Вильгельмсбург (Передняя Померания)
Вильгельмсбург (нем. Wilhelmsburg) — община в Германии, в земле Мекленбург-Передняя Померания.
Входит в состав района Иккер-Рандов. Подчиняется управлению Торгелов-Фердинандсхоф. Население составляет 894 человека (2009); в 2003 г. — 1003. Занимает площадь 47,04 км².
| Год  | Население |
| ---- | --------- |
| 1991 | 1220      |
| 1995 | 1149      |
| 2000 | 1162      |
| 2005 | 975       |
| 2010 | 873       |